# Elbert
Elbert ist ein deutscher Familienname.

## Herkunft und Bedeutung
Der Familienname Elbert ist ein aus dem altdeutschen Rufnamen Agilbrecht (agil/egil + beraht = Schwert + glänzend/berühmt) hervorgegangener Familienname. Mit etwa 2330 Namensträgern und unterschiedlichen Schwerpunkten ist der Name überdurchschnittlich häufig.

## Varianten
- Ehlbracht 15 Namensträger im Raum Bielefeld
- Eilbrecht 180 Namensträger im Raum Höxter
- Eilebrecht 170 Namensträger im Raum Höxter
- Eilbracht 130 Namensträger im Raum Herford
- Ehlebracht 450 im Lippischen
  - Peter Ehlebracht (* 1940), in den 1960er und 1970er Jahren fester Bestandteil der musikalischen Komiker-Gruppe Insterburg & Co.
- Elbracht 880 Namensträger im Raum Gütersloh
  - Franz von Elbracht (1764–1825), bayerischer Generalleutnant
- Elbrächter 70 Namensträger im Raum Bielefeld
  - Alexander Elbrächter (1908–1995), deutscher Politiker
  - Dirk Elbrächter (* 1972), deutscher Fernsehmoderator
- Ellebracht 400 Namensträger im Raum Münsterland
- Ellbracht 85 Namensträger im Raum Unna
  - Harry Ellbracht (* 1953), deutscher Fußballspieler
  - Theodor Ellbracht (1893–1958), deutscher Pädagoge und Schriftsteller
- Ellebrecht 200 Namensträger im Raum Osnabrück - Höxter
  - Anton Günther von Ellebrecht (1600–1681), königlich dänischer Generalmajor und Chef des Oldenburgischen National Infanterie-Regiments
- Elbers 1960 Namensträger im Raum Kleve und Soltau-Fallingbostel
  - Dirk Elbers (* 1959), seit 2008 Oberbürgermeister der nordrhein-westfälischen Landeshauptstadt Düsseldorf

## Namensträger

### Vorname
- Elbert Hubbard (1856–1915), US-amerikanischer Schriftsteller, Verleger und Philosoph

### Familienname
- Anna Elbert (1893–1973), deutsche sozialistische Politikerin und Journalistin, siehe Anna Geyer
- Anna Elbert (Intensivpflegerin), deutsche Intensivpflegerin und Mitglied der 17. Bundesversammlung
- Johannes Elbert (1878–1915), deutscher Geograph und Forschungsreisender
- Klaus Elbert (* 1960), deutscher Fußballspieler
- Samuel Elbert (1740–1788), US-amerikanischer Händler und Soldat
- Samuel Hitt Elbert (1833–1899), US-amerikanischer Politiker und von 1873 bis 1874 Territorialgouverneur von Colorado
- Thomas Elbert (* 1950), deutscher Neuropsychologe

## Name geographischer Objekte
Orte in den Vereinigten Staaten:
- Elbert (Colorado), im Elbert County
- Elbert (Texas), im Throckmorton County
- Elbert (West Virginia), im McDowell County

Ferner tragen der Mount Elbert in den Rocky Mountains sowie die Verwaltungseinheiten Elbert County in Georgia und das Elbert County in Colorado diesen Namen.

## Namen von Unternehmen
- Elbert Motor Car Company, ehemaliger US-amerikanischer Automobilhersteller